# Challenge Jean-Bouin

Le Challenge Jean-Bouin est un match de rugby à XV français qui opposait chaque année entre 1984 et 1996 les perdants des demi-finales du championnat de France, pour l'attribution de la troisième (récompensée par le Trophée Société Générale) et quatrième places annuelles.
La « petite finale » du championnat de France fut ainsi organisée durant une décennie par le CASG Paris au Stade Jean Bouin (12 000 places), en lever de rideau de la « grande » finale  qui avait lieu au Parc des Princes, à quelques dizaines de mètres de là. La fusion des sections rugby du CASG et du Stade français en 1995 met un terme à l'organisation de cette rencontre.

## Les finales du Challenge Jean-Bouin (1984-1996)
- En 1985, le SU Agen a remplacé l'AS Montferrand.
- En 1991, le Racing qui a son siège près du stade Jean-Bouin fait le déplacement à vélo

| Année         | Vainqueur             | Score   | Finaliste         |
| ------------- | --------------------- | ------- | ----------------- |
| 26 mai 1984   | AS Montferrand        | 44 - 38 | RRC Nice          |
| 25 mai 1985   | SU Agen               | 78 - 36 | FC Lourdes        |
| 24 mai 1986   | SC Graulhet           | 41 - 20 | RC Toulon         |
| 2 mai 1987    | SU Agen               | 20 - 28 | Stade toulousain  |
| 28 mai 1988   | RC Narbonne           | 18 - 15 | RC Toulon         |
| 27 mai 1989   | SU Agen               | 61 - 16 | RC Narbonne       |
| 26 mai 1990   | AS Montferrand        | 23 - 14 | Stade toulousain. |
| 1er juin 1991 | Racing Club de France | 46 - 34 | AS Béziers        |
| 6 juin 1992   | Castres olympique     | 18 - 18 | FC Grenoble       |
| 5 juin 1993   | SU Agen               | 33 - 19 | RC Toulon         |
| 28 mai 1994   | US Dax                | 43 - 41 | FC Grenoble       |
| 6 mai 1995    | CS Bourgoin-Jallieu   | 45 - 38 | RC Toulon         |
| 1er juin 1996 | Section paloise       | 50 - 17 | US Dax            |

## Palamrès
| N° | Club                  | 3e place | 4e place |
| -- | --------------------- | -------- | -------- |
| 1  | SU Agen               | 3        | 1        |
| 2  | AS Montferrand        | 2        | 0        |
| 3  | Stade Toulousain      | 1        | 1        |
| 4  | RC Narbonne           | 1        | 1        |
| 5  | US Dax                | 1        | 1        |
| 6  | SC Graulhet           | 1        | 0        |
| 7  | Racing Club de France | 1        | 0        |
| 8  | Castres olympique     | 1        | 0        |
| 9  | CS Bourgoin-Jallieu   | 1        | 0        |
| 10 | Section Paloise       | 1        | 0        |
| 11 | RC Toulon             | 0        | 4        |
| 12 | FC Grenoble           | 0        | 2        |
| 13 | RRC de Nice           | 0        | 1        |
| 14 | FC Lourdes            | 0        | 1        |
| 15 | AS Béziers            | 0        | 1        |